# Das siebente Jahr
Das siebente Jahr ist ein deutscher Spielfilm aus dem DEFA-Studio für Spielfilme von Frank Vogel aus dem Jahr 1969.

## Handlung
Es sind noch sieben Tage bis zum Ende des berüchtigten „siebenten Jahres“ der Ehe zwischen der Herzchirurgin Barbara Heim und dem Schauspieler Günter Heim. Beide sind beruflich stark eingebunden und haben eine sechsjährige Tochter. Das Familienleben leidet unter dem großen beruflichen Engagement der beiden, denn wenn Günter in das Theater geht, kommt Barbara nach Hause.
Für Barbara scheinen die Probleme zeitweise nicht mehr beherrschbar zu sein und als eine Frau sowie ein Kind innerhalb kurzer Zeit in der Klinik nach einer Operation sterben, verstärkt sich ihr Konflikt. Zusätzlich bemerkt sie, wie sich ihr Mann von der Frau ihres Kollegen Manfred Sommer beeindrucken lässt, deren Aufgabe nur darin besteht, sich um sich und ihr Heim zu kümmern. Doch der aufkommende Gedanke, deshalb ihren Beruf aufzugeben, kann für Barbara nicht die Lösung sein. Es gilt, einen neuen Anfang mit mehr gegenseitigem Verständnis zu wagen und sie wird die Krise überwinden.

## Produktion und Veröffentlichung
Die Drehorte in Berlin befanden sich in der Charité, Friedrichstraße, im S- und U-Bahnhof Berlin Alexanderplatz, U-Bahnhof Schillingstraße, Strandbad Müggelsee und auf der Weidendammer Brücke.
Das siebente Jahr wurde von der Künstlerischen Arbeitsgruppe „Berlin“ unter den Arbeitstiteln Das 7. Jahr und Bist du glücklich? als Schwarzweißfilm gedreht und hatte seine Uraufführung am 28. Februar 1969 im Berliner Kino International. Im Fernsehen der DDR wurde der Film das erste Mal am 20. März 1970 im 1. Programm gezeigt. Bereits am 25. Januar 1971 wurde er im ZDF ausgestrahlt.
Die Dramaturgie lag in den Händen von Anne Pfeuffer. In einem Cameoauftritt sind Eberhard Esche, Cox Habbema und Otto Mellies zu sehen.

## Kritik
Helmut Ullrich äußerte sich in der Neuen Zeit folgendermaßen:

„Vortrefflich die Kameraführung von Roland Graf: Das dramatische Prinzip des Films, Wiederholungen zu zeigen, von täglichen Verrichtungen, von Arbeitsvorgängen, faßt er nicht als Schema auf, sondern variiert es locker durch wechselnde Einstellungen. Dem Dokumentarischen ist er nah: Berlins Straßen und Menschen.“

Günter Sobe schrieb in der Berliner Zeitung:

„Mit Das siebente Jahr ist seit langer Zeit wieder ein DEFA-Gegenwartsfilm in den Kinos, dessen bewußte künstlerische Gestaltung unseres Alltags auffällt. Ein Film, der von der Poesie dieses Alltags etwas zum Schwingen bringen will, der ein vielgestaltiges Mosaik von der Entwicklung sozialistischer Persönlichkeiten entwirft. Es ist mit Abstand die filmkünstlerisch reifste Äußerung des Regisseurs Frank Vogel und ein auch in internationalem Maße bemerkenswerter Film.“

Das Lexikon des internationalen Films schreibt, dass es sich hierbei um eine skeptische Revue beruflicher und familiärer Probleme handelt, wobei die Überbeanspruchung in bestimmten Berufen und die Doppelbelastung einer berufstätigen Frau und Mutter unverfälscht gezeigt werden. Als gesellschaftspolitischer Beitrag ist er beachtlich, sowie schauspielerisch, hier besonders Wolfgang Kieling, brillant.

## Auszeichnungen
- 1970: Heinrich-Greif-Preis 1. Klasse für das Schöpferkollektiv[4]